# USS LST-661
O USS LST-661 foi um navio de guerra norte-americano da classe LST que operou durante a Segunda Guerra Mundial.